# Aldeia Hanok de Bukchon

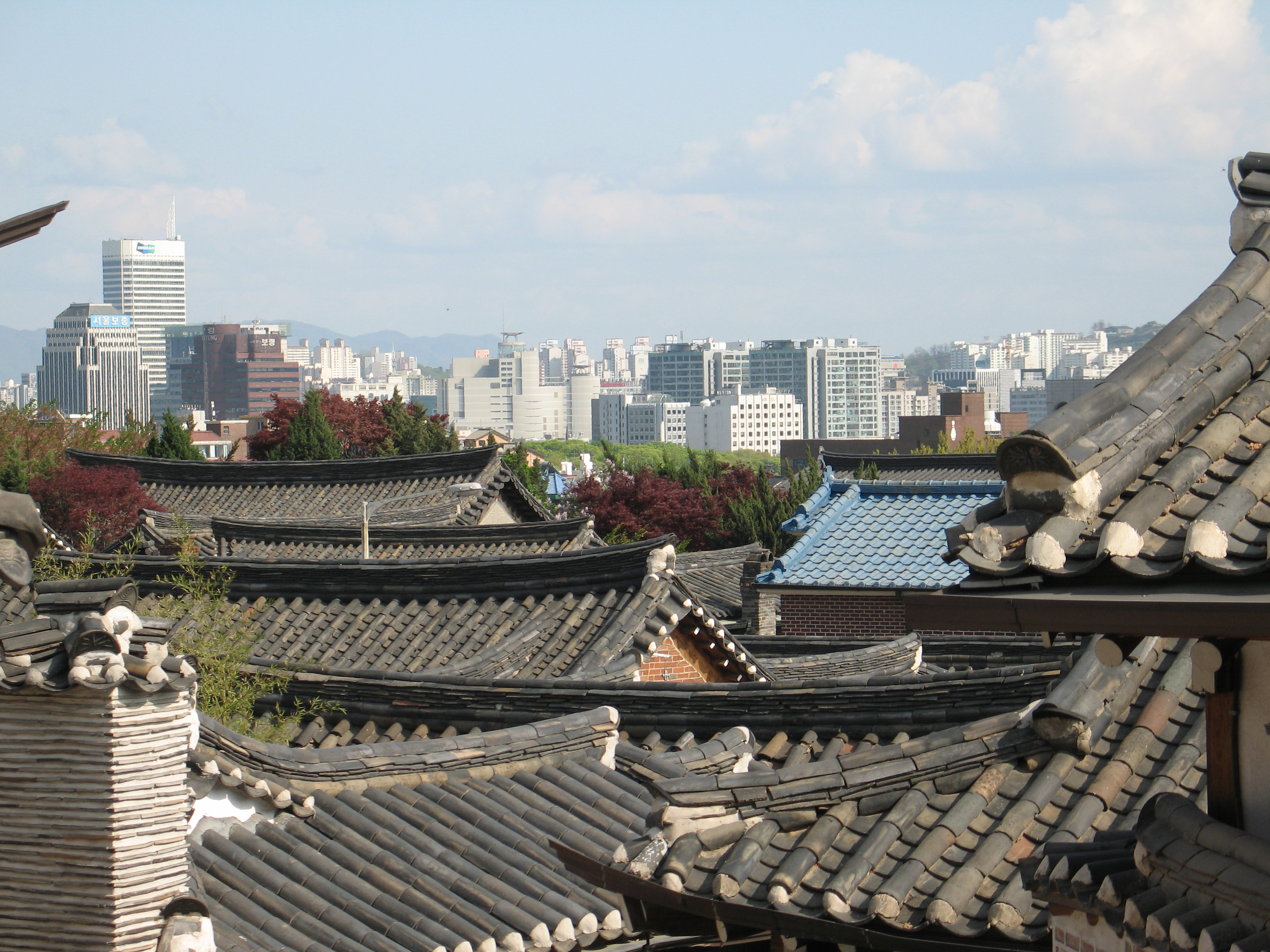
Visão geral de uma área de Samcheong-dong na Aldeia Hanok de Bukchon

A Aldeia Hanok de Bukchon é uma aldeia tradicional coreana com uma longa história localizada entre os palácios Gyeongbokgung, Changdokkgung e o santuário real de Jongmyo. A aldeia tradicional é composta por lotes de becos, hanok e é preservada para mostrar um ambiente urbano de 600 anos. Atualmente o local é promovida como centro de cultura tradicional e restaurante hanok, permitindo aos visitantes experimentar a atmosfera da Dinastia Joseon.

## História
A área de Bukchon, que consiste dos bairros: Wonseo-dong, Jae-dong, Gye-dong, Gahoe-dong e Insa-dong, era tradicionalmente o bairro residencial de funcionários de alto escalão do governo e da nobreza durante a Dinastia Joseon. Está localizado ao norte dos riachos Cheonggyecheon e Jongno, daí o nome Bukchon, que significa "aldeia do norte".

## Turismo
Uma pesquisa com cerca de 2.000 visitantes estrangeiros, realizada pelo Governo Metropolitano de Seul em novembro de 2011, afirmou que explorar as ruas estreitas de Bukchon era a quarta atividade favorita em Seul.
Segundo dados do Centro de Cultura Tradicional de Bukchon, 30.000 pessoas visitaram a área em 2007. No entanto, após o local ganhar destaque em programas de televisão, tais como 2 Days & 1 Night e Personal Taste, o número subiu para 318.000 em 2010.

## Galeria

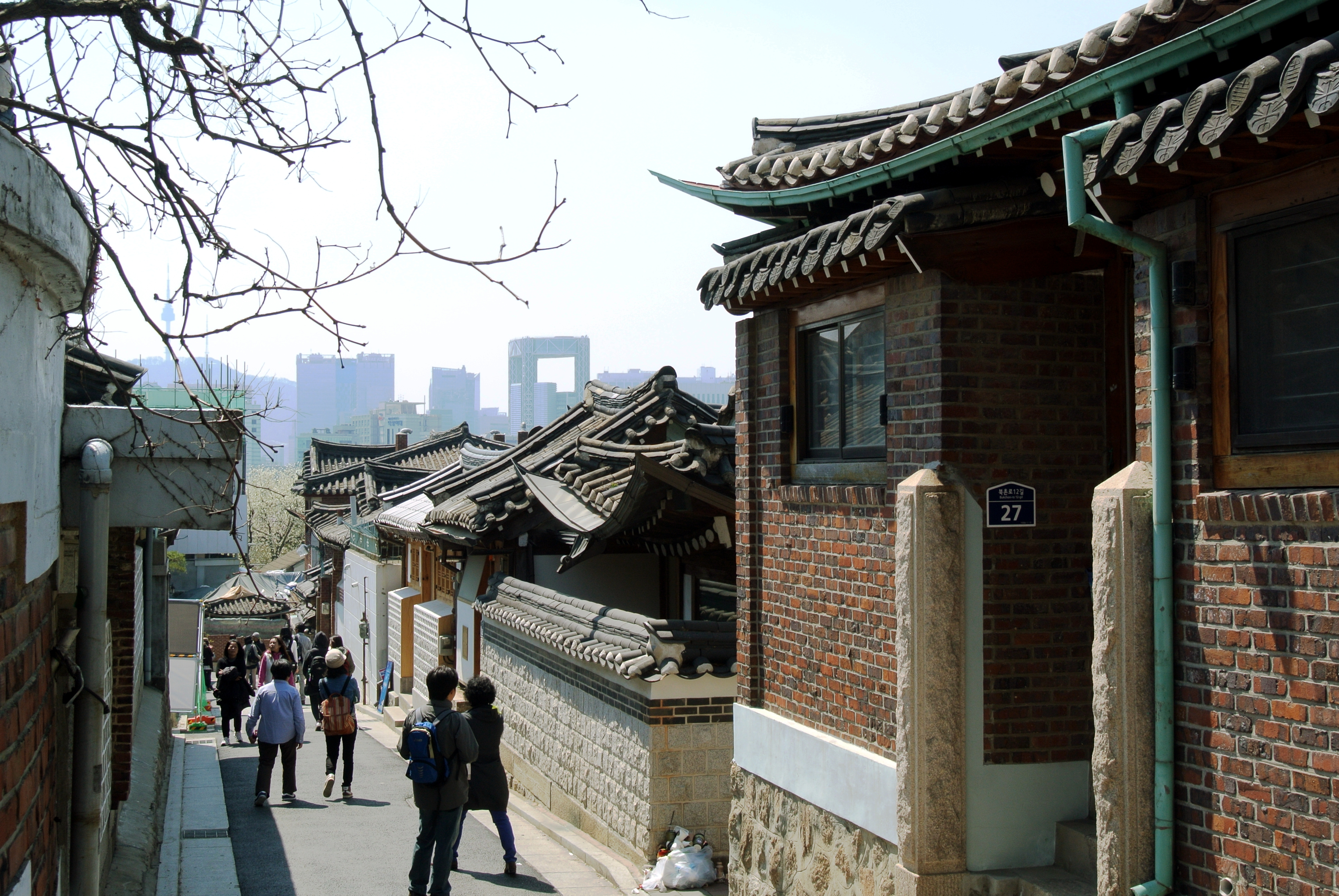
Aldeia Hanok de Bukchon e edifícios modernos ao fundo
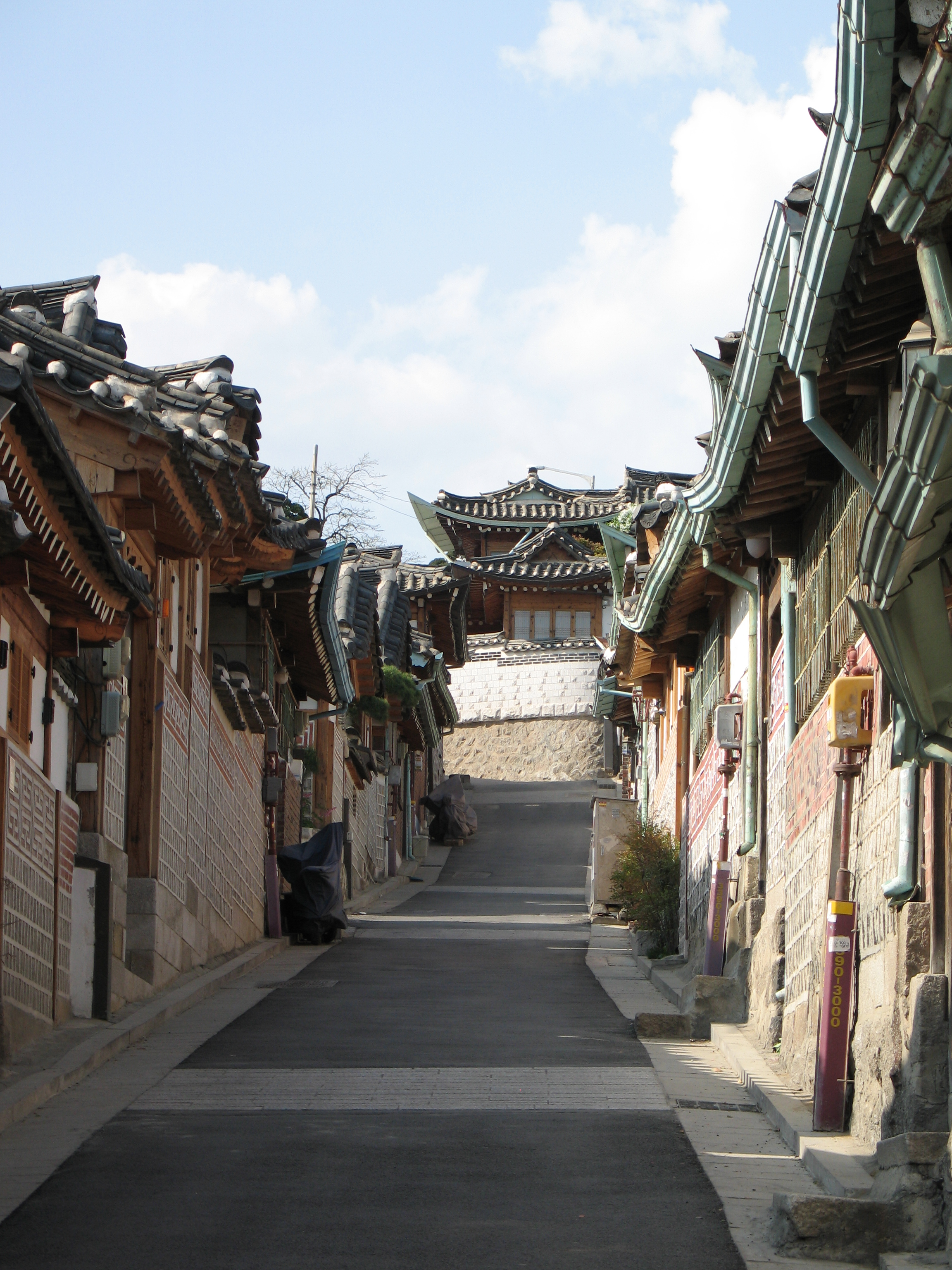
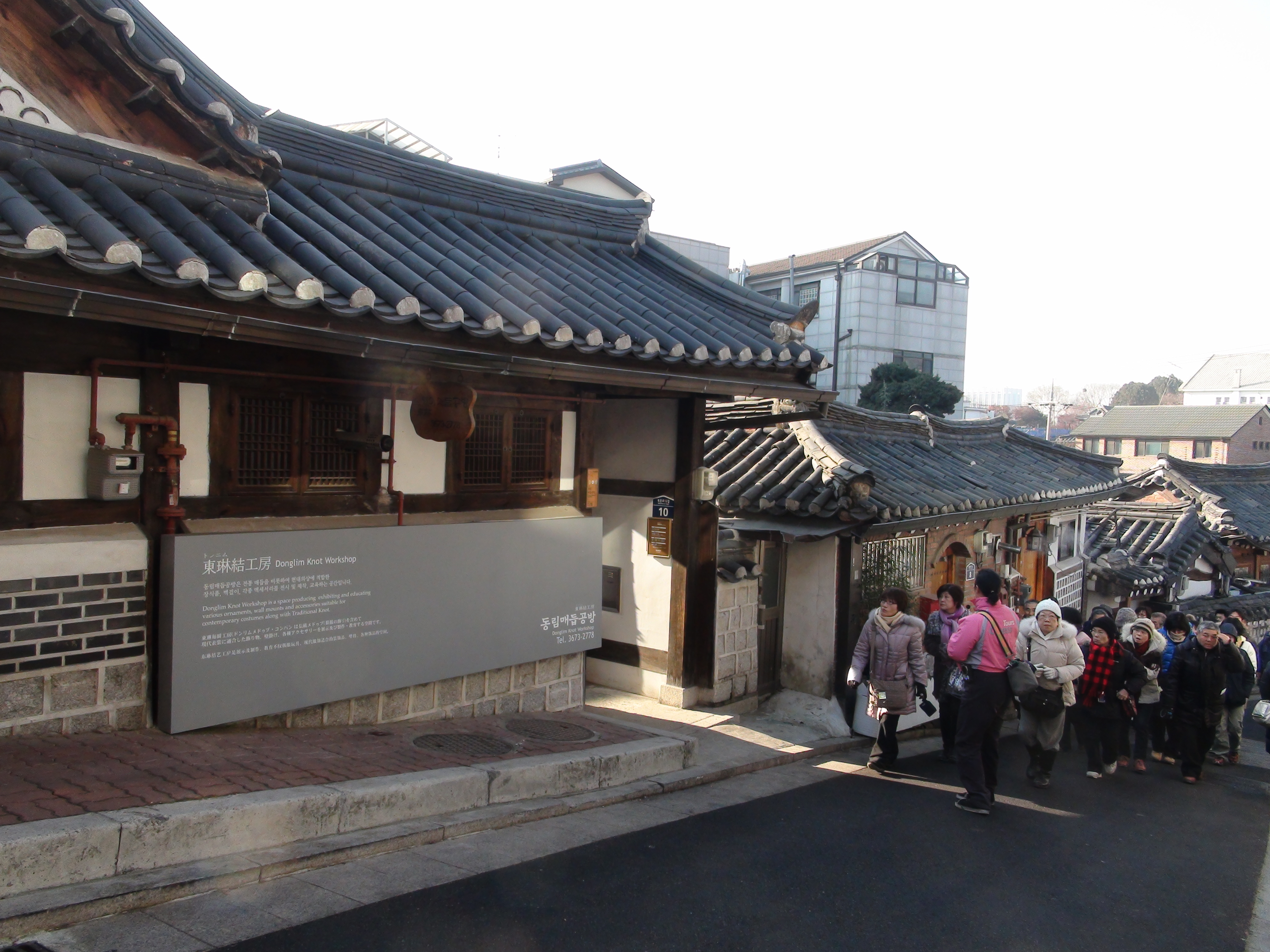
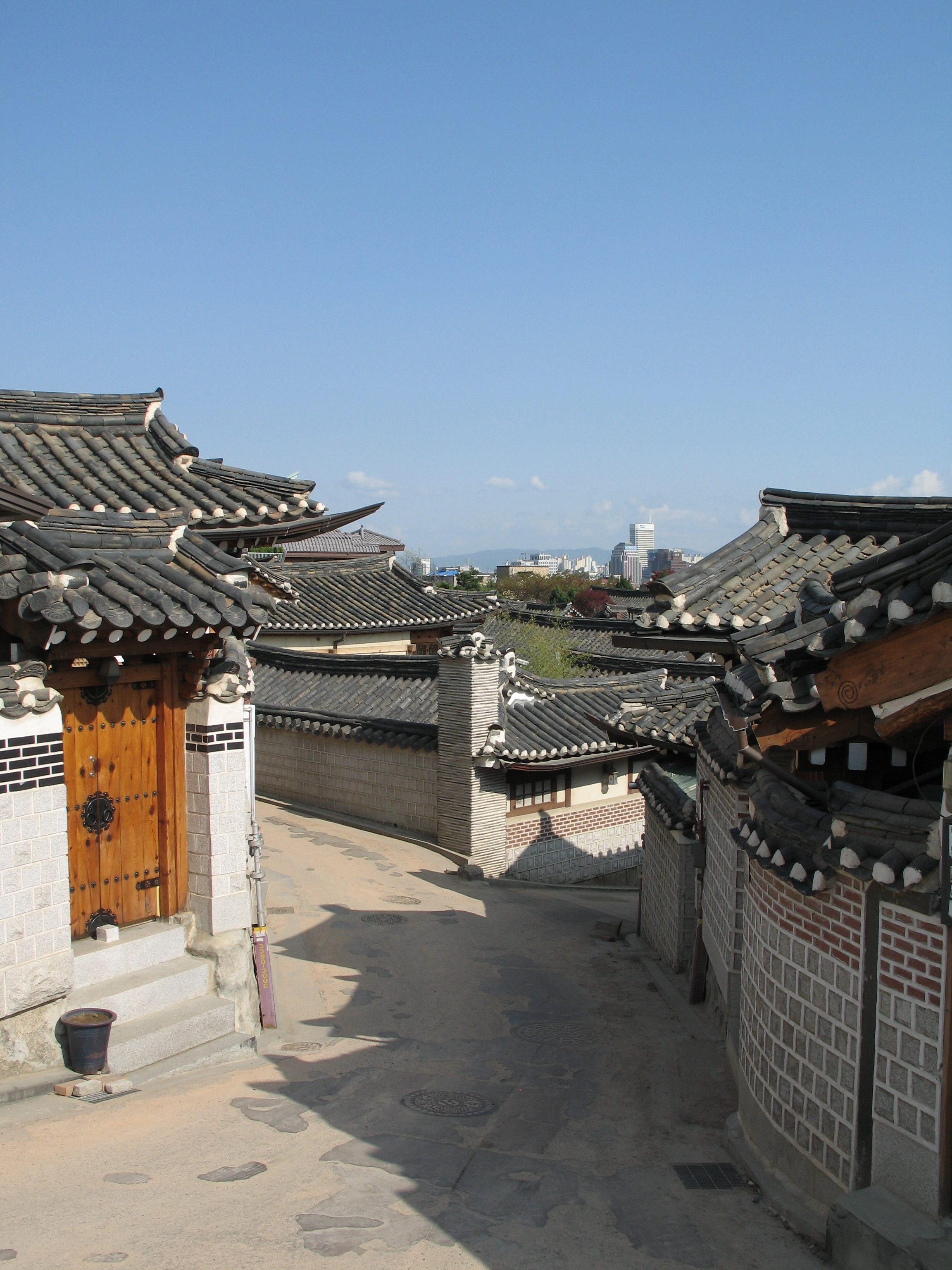
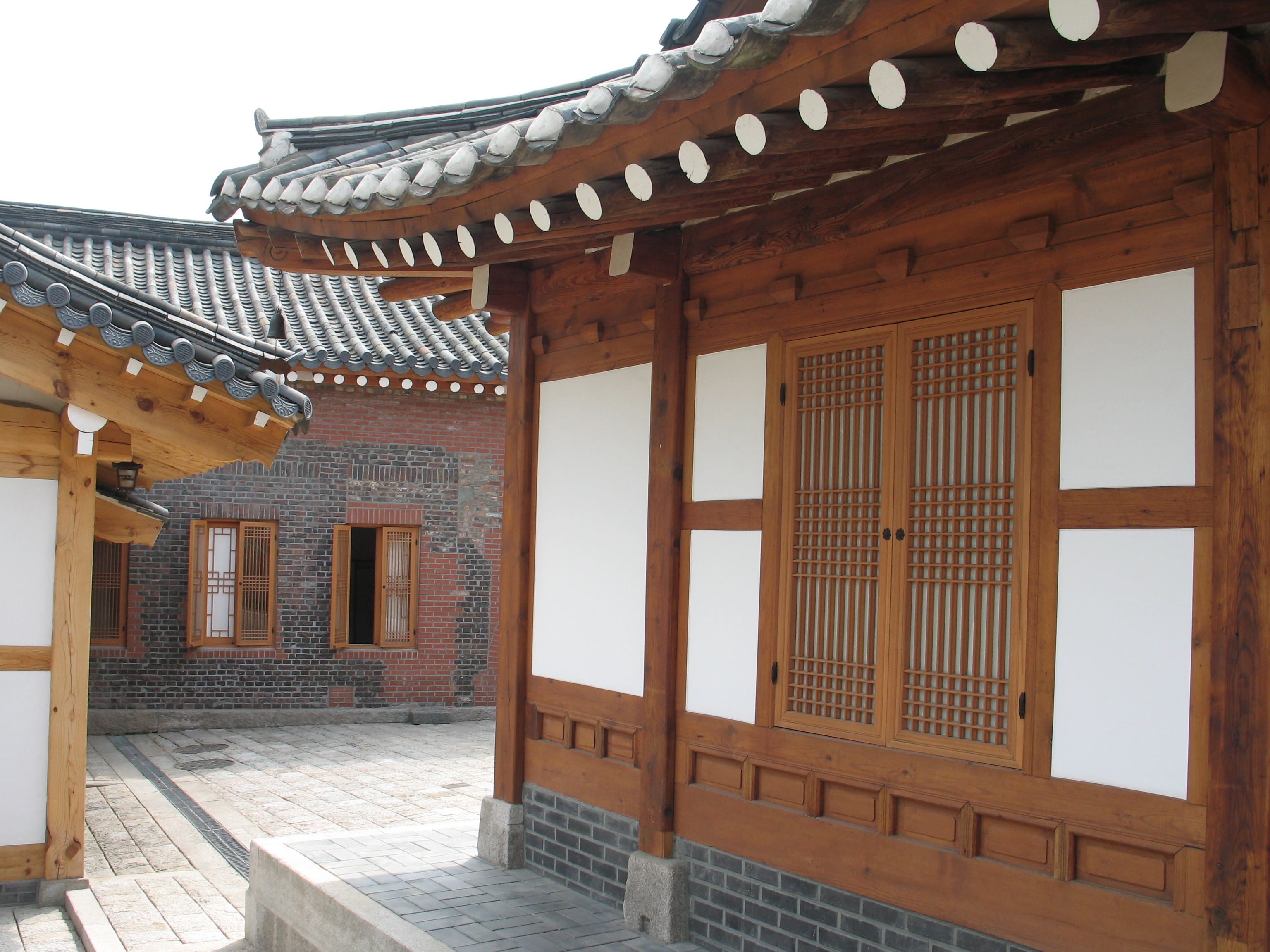
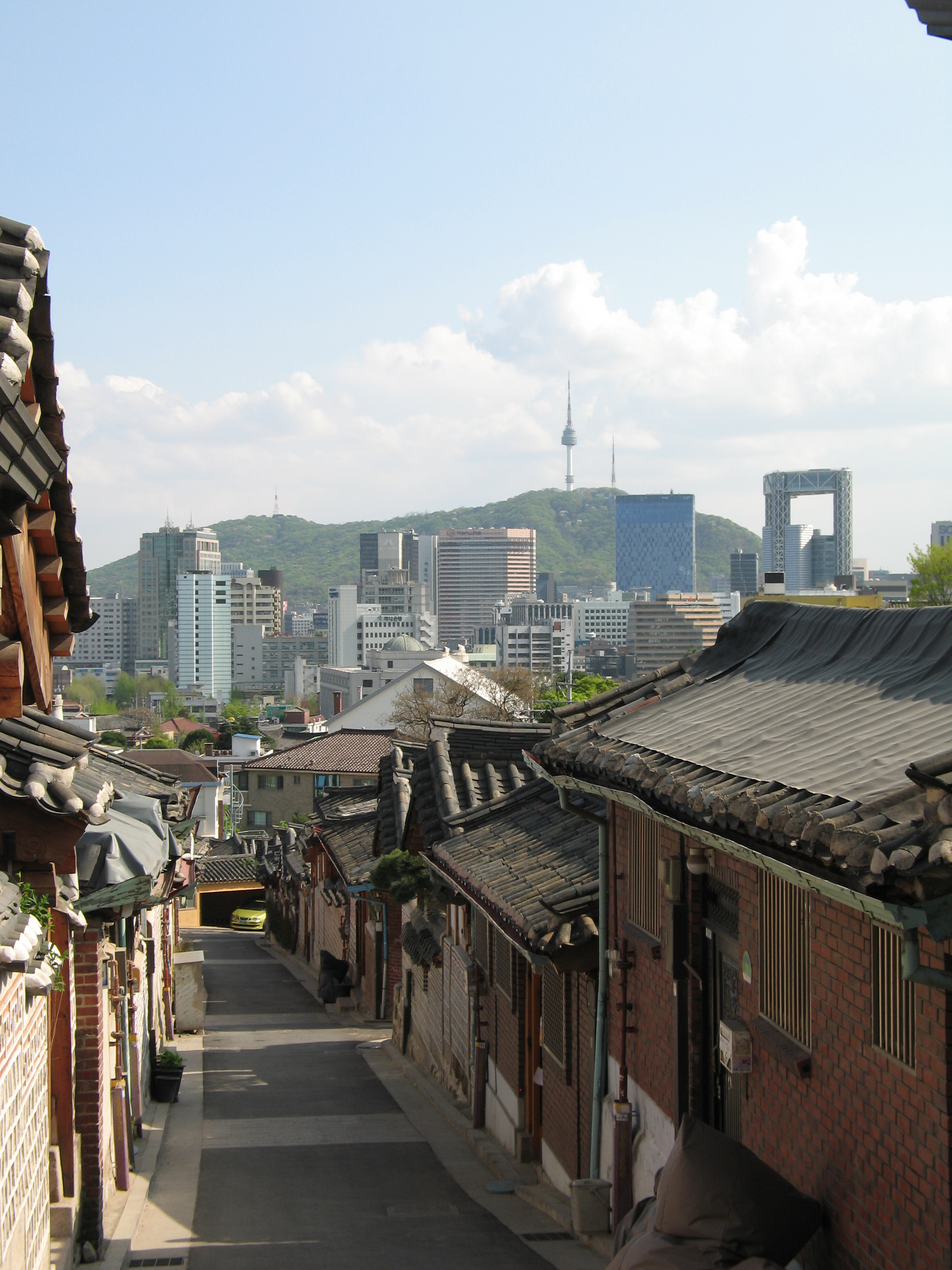
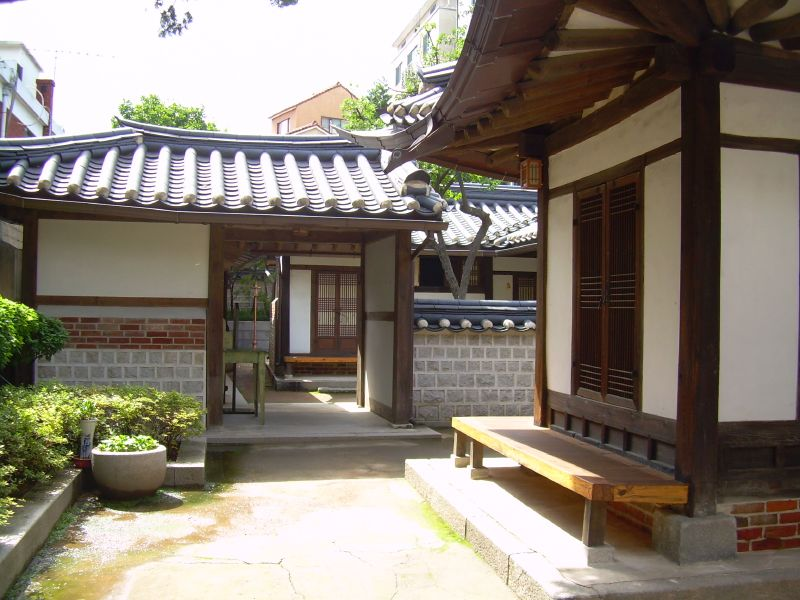
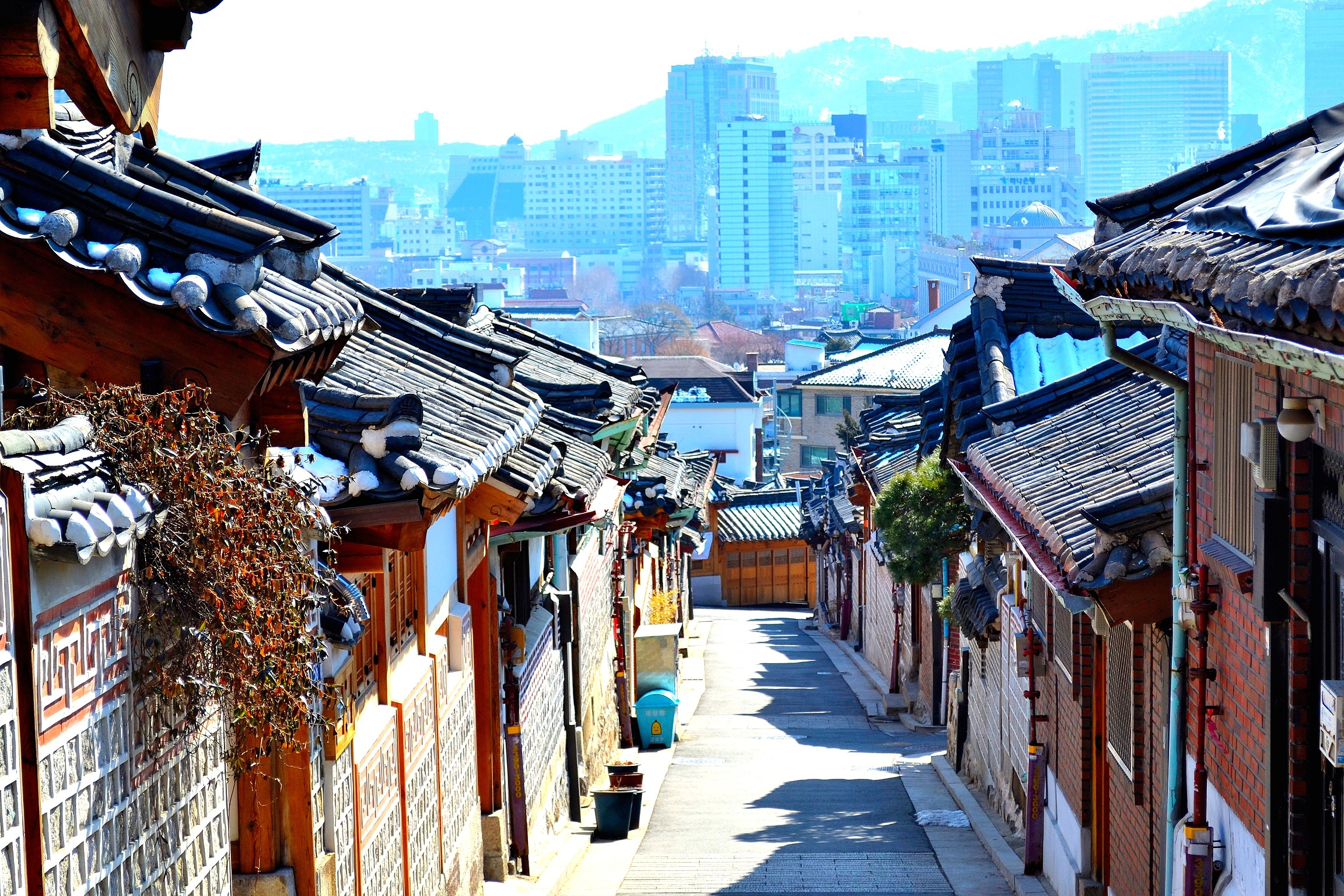

## Mídia
- KBS《Documentário 3 dias - Morning at Bukchon》(27 de junho de 2009)
- KBS《2 Days & 1 Night (em coreano:  1박 2일) - Seoul special》 (26 de setembro de 2010)